# راز باخوس
راز باخوس (رومانیایی: Secretul lui Bachus) یک فیلم کمدی رومانیایی به کارگردانی جئو سائیزسکو است که در سال ۱۹۸۴ منتشر شد.

## بازیگران
- امیل هوسو
- اشتفان میهایلسکو-بریلا
- دِم رادولسکو
- گئورگه دینیکا
- سباستیان پاپایانی
- ژان کنستانتین
- دومیترو روکارانو
- رودی رزنفلد
- اُکتاویان کوتسکو
- آریستیده تیکا